# 北條巧
北條 巧（ほうじょう たくみ、1996年4月7日 - ）は、日本のトライアスロン選手。所属はNTT東日本・NTT西日本。

## 人物
埼玉県北本市出身。北本市立北本中学校、埼玉県立熊谷高等学校を経て、日本体育大学卒業。高校時代は水泳部に所属していた。幼稚園から高校までは競泳をやっていた。高校時代は受験勉強をしていたが、両親がネットで、トライアスロンの強化認定記録会のことを見つけ、出場したところ強化認定選手に指定され、当時の日本体育大学のコーチに推薦入学のオファーをもらった。さらに、熊谷高校の当時の水泳部の顧問にも相談したところ、「勉強はいつでもできるけど、オリンピックを目指せる人はひと握り。狙ってみたらどうか？」といわれ入学を決意する。
2017年日本トライアスロン選手権で4位入賞。2018年10月、日本トライアスロン選手権で初優勝。翌2019年同大会で2連覇を達成。新型コロナウイルス感染症の流行により東京を離れ、実家の埼玉県北本市へ移り、「おうちプール」での練習を続けた。2020年同大会で3連覇を狙うもニナー賢治に敗れ2位。2020年東京オリンピック出場を目指していたが、代表には選ばれなかった（男子代表は小田倉真・ニナー賢治）。
2022年ヨーロッパカップで優勝。
2023年ワールドトライアスロンカップでワールドカップ初優勝、日本男子選手の優勝は2007年以来。8月、2024年パリオリンピックの代表選考会を兼ねたテスト大会に出場、日本勢最高の20位に入った。9月アジア競技大会でミックスリレーにニナー賢治・高橋侑子・佐藤優香と共に出場し、優勝。日本のアジア競技大会同種目3連覇を達成した。

## ランキング
NTTトライアスロンジャパン・ランキング
- 2016年-23位
- 2017年-13位
- 2018年-2位
- 2019年-1位
- 2020年-1位
- 2021年-1位
- 2022年-3位

2018年ASTCアジアカップラヨーン大会と大阪城大会で優勝。
2018年ASTCアジアU23トライアスロン選手権優勝。
オリンピック出場資格ランキング世界50位、日本人2位(2023.07.16現在)